# Alexe Iacovici
Alexe Iacovici, menționat uneori Alexandru Iacovici, este un canoist⁠(d) român de sprint care a concurat la începutul anilor 1960. A câștigat o medalie de aur în proba C-2 1000 m la Campionatele Mondiale ICF de canoe sprint din 1963⁠(d) de la Jajce⁠(d).
A fost membru al clubului sportiv „Dinamo București” al Ministerului Afacerilor Interne și a avut gradul de locotenent (în 1968).

## Distincții
- Ordinul Muncii clasa a III-a (15 februarie 1963) „pentru victoriile obținute în anul 1962 pe plan internațional în întrecerile de rugbi și sporturi nautice”[2]
- Medalia „Meritul Sportiv” clasa I (8 mai 1968) „pentru contribuția deosebită adusă la dezvoltarea mișcării de cultură fizică și sport și pentru merite deosebite în activitatea sportivă de performanță, cu prilejul împlinirii a 20 de ani de la înființarea Clubului sportiv «Dinamo»-București al Ministerului Afacerilor Interne”[1]